# Melitaea vedica
Melitaea vedica je dnevni metulj iz družine pisančkov, znan samo z nekaj lokalitet na jugovzhodnih obronkih gorovja Gegam v Armeniji, kar pomeni, da je armenski endemit. Po mnenju nekaterih avtorjev je le podvrsta sorodne vrste Melitaea turkmanica – torej Melitaea turkmanica vedica.
Je srednje velik metulj, z okrog 16,5 mm dolgim sprednjim krilom. Vzorec obarvanosti kril je podoben kot pri drugih pisančkih, z rumenkasto-oker osnovno obarvanostjo in črno-belimi robovi (vzorec šahovnice). Na zgornji strani sprednjih kril je serija črnih pik, razporejenih v obliki črke S. Samec in samica sta si zelo podobna.
Na leto se razvije samo ena generacija, ki leti od sredine maja do junija. Odrasli se spreletavajo nad osončenimi kamni v zavetrnih legah, poraščenimi s kserofiti. Ličinke se razvijajo na mačini vrste Serratula serratuloides (nebinovke) in prezimijo v tretjem ali četrtem stadiju. Populacija je razmeroma številčna, a z zelo omejenim območjem razširjenosti, del katerega je zavarovan kot gozdni rezervat Hosrov. Ogroža jo predvsem pretirana pašnja.